# Restauració absolutista a Espanya

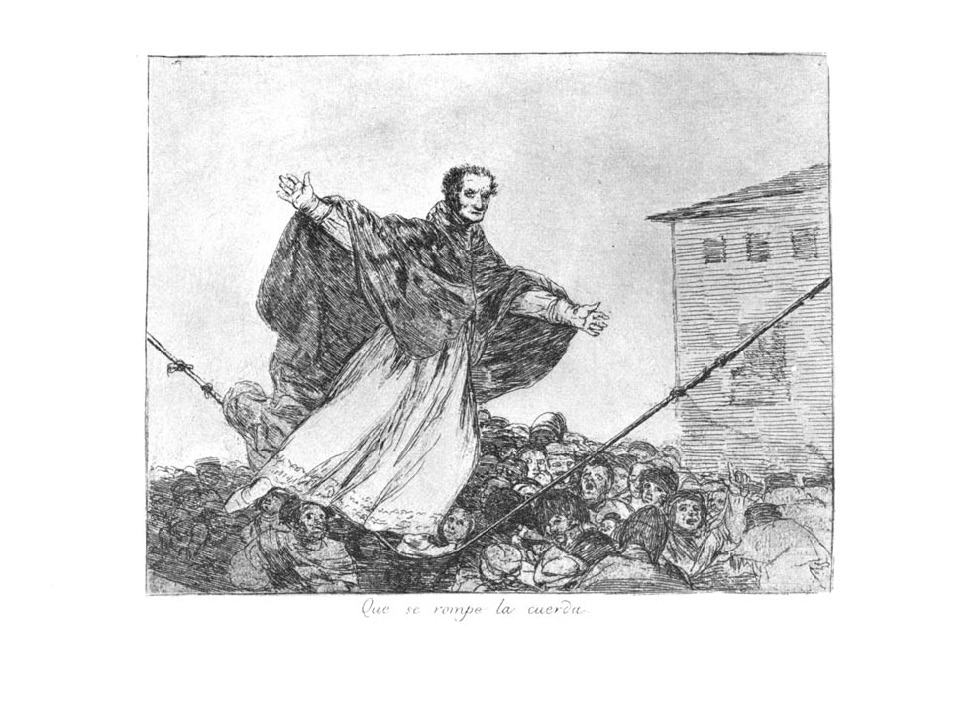
Que se rompe la cuerda, estampa núm. 77 de la secció «Caprixos enfàtics» de Els desastres de la guerra de Francisco Goya, al·lusiva a la restauració de Ferran VII. Segons indica Valeriano Bozalen aquest gravat es representa, fent equilibri, a un alt representant eclesiàstic que, al dibuix preparatori del Museu del Prado, representava el papa.

La Restauració absolutista a Espanya és el període de la història d'Espanya que s'estén entre els anys 1814 i 1833, en el curs del qual es restableix a Espanya la Monarquia Absoluta Borbònica.
Després de la Guerra del Francès el 22 de març de 1814 camí de València amb el suport general de la població i rep de la mà d'un grup de diputats propers al rei, l'anomenat Manifest dels Perses que representa una declaració a favor de la restauració de l'absolutisme.

## El retorn de l'absolutisme
El 4 de maig Ferran VII decreta il·legals les Corts de Cadis, i la seva obra legislativa posterior, fonamentalment la Constitució de 1812.
Molt poques són les persones que manifesten hostilitat al monarca després del decret de 4 de maig. Cal tenir en compte que la constitució de 1812 no beneficiava de cap manera els camperols, ja que els treia la propietat jurisdiccional de les terres que els permetia fer-ne un ús usufructuari, deixant de banda els impostos que havien de pagar al noble. Per aquesta raó, la pagesia va donar suport a Ferran VII i posteriorment al seu germà Carles que representava l'opció antiliberal. Després de la derogació de la constitució de 1812 («la Pepa»), els militars liberals van ser traslladats i arrestats a l'Àfrica; i els disturbis a Madrid, de poca entitat, fets callar ràpidament per l'exèrcit. Es restableix el Consell de Castella, es destitueixen els alcaldes, es restableixen les capitanies generals, torna la Companyia de Jesús, es revifa la Inquisició i es persegueix els afrancesats. Els camperols no van obtenir els avantatges que pretenien, i la noblesa va acaparar la propietat plena de la terra, amb el que el pagès es convertia en un assalariat, a partir de la promulgació de la constitució del 19 de març de 1812, que ja no es derogaria en aquest sentit. Aquesta reforma sobre la terra va beneficiar la noblesa i sobretot la burgesia. Ferran VII mai no la va derogar. Per tot plegat, els camperols van posar al final les seves esperances a la causa carlista. A Espanya, no va existir una revolució burgesa com a la resta d'Europa, la burgesia estava temorosa de la revolució i la seva gran aspiració era adquirir un estatut nobiliari. La burgesia espanyola es va unir amb la noblesa i mai amb la pagesia que és la que, de fet, tenia la força per donar suport una revolució burgesa.
Algunes pronúncies liberals es van succeir al llarg d'aquests anys contra l'absolutisme de Ferran VII, però sense èxit: Espoz y Mina el 1814, Díaz Porlier el 1815 i el general Lacy l'any 1817 van ser els més destacats.
L'1 de gener de 1820, el coronel Rafael de Riego a Las Cabezas de San Juan, al costat d'altres oficials liberals va proclamar la Constitució de Cadis. El moviment es va afeblir i al març va estar al caire del fracàs, però a Galícia es van produir diversos aixecaments que es van unir a la proclamació de la vigència de la Constitució gaditana. L'efecte va ser seguit en diferents punts d'Espanya. El 7 de març, els revoltats i el poble van ocupar els voltants del Palau Reial de Madrid, per la qual cosa, el rei es va veure obligat a acceptar la Constitució.

## Trienni liberal
A la vegada que el nou govern va restaurar la Constitució de Cadis, va excarcerar els lliberals, civils i militars i van tornar de l'exili bona part dels quasi 4.000 denominats afrancesats, el rei va conspirar amb els seus fidels per dificultar la tasca de govern, agrupats al voltant del Partit reialista que va arribar a formar la denominada Regència d'Urgell a Catalunya com a bastió per a la restauració absolutista.

### Reformes jurídiques, econòmiques i socials
L'enfrontament amb els reialistes era un dels problemes amb els quals es va enfrontar el govern lliberal, però no l'únic. De tota manera, una part dels objectius es van acomplir.
En l'ordre jurídic es va realitzar el primer Codi Penal modern, així com el primer esbós de divisió provincial d'Espanya i es va establir el servei obligatori.
En l'ordre econòmic es van suprimir les duanes interiors per facilitar el comerç, es van eliminar els privilegis dels gremis afavorint la llibertat d'indústria, es van desamortitzar béns de l'Església catòlica i es va reformar la hisenda pública seguint alguns dels criteris que ja havien estat apuntats pels il·lustrats.
En l'ordre social es va tornar a limitar el paper de la Inquisició que havia estat reactivada per Ferran VII i es va posar en marxa l'educació pública gratuïta en tres nivells, inclòs l'universitari.

### Caiguda dels liberals

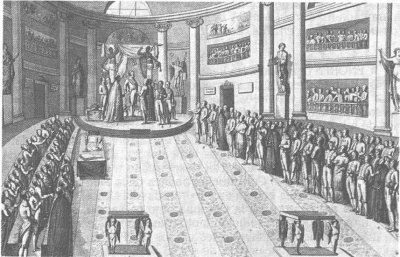
Les Corts reunides durant el Trienni liberal

El Govern lliberal va trobar dues resistències a la seva política: la primera dels reialistes, ben organitzats i dirigits pel mateix monarca, incloent l'Església, exaltada sobretot després del procés de desamortització i clausura de les ordes eclesiàstiques militars. També es va arribar a establir l'anomenada Regència d'Urgell integrada pel marquès de Mataflorida (president de la regència) i dos vocals, Jaume Creus i Martí (arquebisbe de Tarragona) i el baró d'Eroles. La regència argumentava que el rei no era lliure per governar i que es trobava pres dels «negres» (lliberals).
D'altra banda, un ampli sector també denominat lliberal, els «exaltats», molt més radical, contrari al manteniment de la monarquia i que controlava bona part de la premsa. En aquest ambient, i després de les eleccions a Corts de 1822 que van donar la victòria a Riego i amb una Europa sacsejada per moviments democratitzadors que qüestionaven l'ordre intern dels estats, Ferran VII, recolzat en les tesis del Congrés de Viena, es va unir a la Santa Aliança formada per Rússia, Prússia, Àustria i França per a la nova instauració de l'absolutisme. Després de la caiguda del gabinet moderat de Francisco Martínez de la Rosa a propòsit de la Revolta de la Guàrdia Reial la situació es va radicalitzar. El 1822 la Santa Aliança decideix intervenir a Espanya, igual que havia fet a Nàpols i el Piemont, i el 22 de gener se signa un tractat secret que permetrà a França envair Espanya.

### El procés d'independència americana
La  Il·lustració a Espanya havia portat als confins d'Amèrica les noves idees de progrés. La burgesia de la zona, prenent exemple del procés de descolonització de les possessions britàniques només va necessitar un detonador: la falta d'autoritat i legitimitat de Josep I per plantejar-se un futur diferent del que esperava la península. El factor fonamental van ser els criolls, espanyols nascuts a Amèrica amb gran poder econòmic però que es deien discriminats enfront dels peninsulars en el terreny polític i judicial, i que van acabar aconseguint el suport de la resta de classes socials populars.
Des del 1808 es van succeir declaracions d'independència a l'Argentina, Veneçuela, Colòmbia, Equador, Xile, Mèxic i el Perú. Els anomenats Alliberadors San Martín i Bolívar van dirigir les tropes independentistes que combatien els exèrcits espanyols durant els anys finals de la guerra. La revolució de Riego i la defecció de l'exèrcit d'ultramar a Cadis l'any 1820 va assenyalar l'ocàs de l'esforç militar dels defensors de la monarquia espanyola. Les lluites de liberals i absolutistes es van traslladar a Amèrica enfrontant als Realistes entre si, les restes dels quals es van batre finalment a la batalla d'Ayacucho l'any 1824. Una última expedició de reconquesta va arribar a Mèxic sota la direcció de Isidro Barradas l'any 1830, sense trobar cap suport popular.

### Cent Mil Fills de Sant Lluís
El 7 d'abril de 1823, França envaïa Espanya amb un exèrcit al qual es denominarà els Cent Mil Fills de Sant Lluís i que només suportarà una mica de resistència de l'exèrcit liberal a Catalunya, podent entrar a Madrid amb comoditat. El govern liberal fuig a Andalusia i es refugia a Cadis, mantenint a Ferran VII com a ostatge. Assetjats pels francesos, el govern legítim negocia la rendició a canvi de la jura pel rei del respecte als drets dels espanyols, cosa que fa el monarca.

## Dècada Ominosa

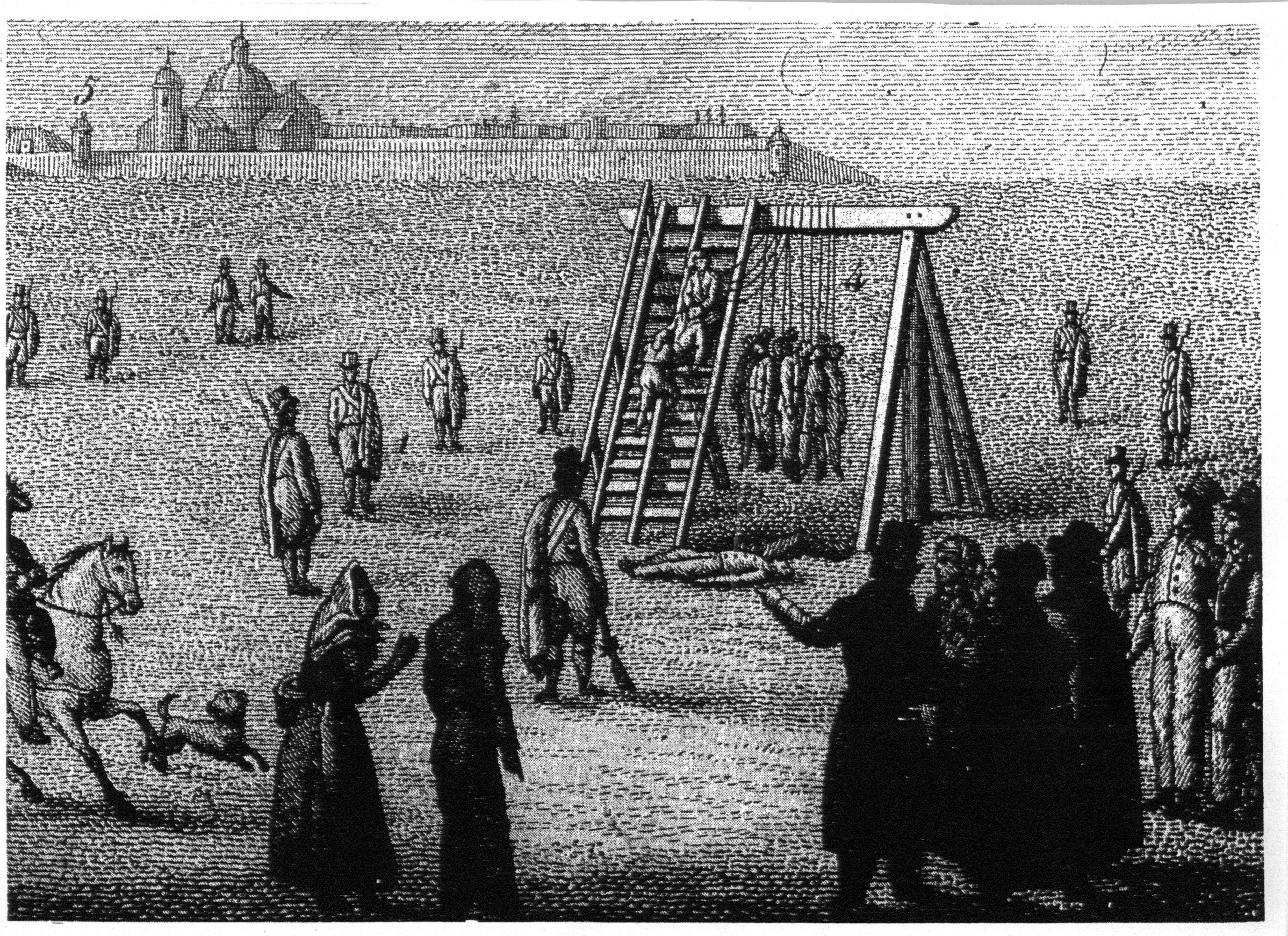
Repressió de liberals a la rodalia de la ciutadella de Barcelona, custodiats per Mossos d'Esquadra sota la supervisió del comte d'Espanya, governador d'aquella plaça després de la fi del Trienni Liberal.

El mateix 1 d'octubre de 1823, sentint-se abrigat per les tropes franceses, Ferran VII va tornar novament a suspendre la Constitució de Cadis i va declarar il·legals i «nuls i de cap valor» tots els actes de govern i normes disposades en el Trienni Liberal. Per segona vegada, el rei va deixar de complir la seva promesa.
Rafael de Riego, Juan Martín Díez «El Empecinado», Mariana Pineda i molts d'altres liberals van ser executats; l'exili va ser novament el camí de molts dels que havien tornat de França convençuts de les bondats del Trienni Liberal (Goya és el més clar exponent) i la repressió va arribar a tots els racons de la península. El propòsit era tornar a models, no ja propis dels temps anteriors a la Guerra de la Independència, sinó a models en què el despotisme il·lustrat tampoc tenia cap paper.
La Inquisició va ser superada pels Tribunals de Fe Diocesans, instrument creat pel ministre de Gràcia i Justicia, Francisco Tadeo Calomarde, per estendre la repressió a tots els ordres.

### Crisi i successió
Cap a 1832 la crisi econòmica i el problema successori es van plantejar en tota la seva cruesa. Els intents per alliberar l'economia dintre d'un règim absolutista havien fracassat. A això se sumava el problema successori. Encara que les dones no estaven excloses de la línia successòria, gràcies a la derogació de la Llei Sàlica en 1789 per Carles IV d'Espanya, i Ferran VII comptava amb dues filles, la princesa Isabel era la primogènita, hi havia un moviment per l'entronització del germà del monarca, Carles Maria Isidre de Borbó encapçalat pels absolutistes més recalcitrants. La malaltia del rei havia convertit a Maria Cristina de Borbó en Regent. Amb habilitat, va cercar l'aliança dels liberals a canvi de la promesa que amb la seva filla Isabel es reprendria un rumb constitucional moderat de tall liberal. La mort de Ferran VII el 1833, la proclamació de Carles com a rei i el manteniment de la princesa Isabel com a llegítima hereva, va obrir el període de les Guerres carlistes per la successió de la corona, i el fi del període absolutista.